# Kari Uglem
Kari Uglem (16 maggio 1960) è un'ex fondista norvegese.

## Biografia
In Coppa del Mondo ottenne il primo risultato di rilievo il 9 gennaio 1993 a Ulrichen (43ª) e l'unico podio il 15 gennaio 1995 a Nové Město na Moravě (2ª). Non partecipò né a rassegne olimpiche né iridate.

## Palmarès

### Coppa del Mondo
- Miglior piazzamento in classifica generale: 42ª nel 1995
- 1 podio (a squadre[1]):
  - 1 secondo posto